# Tocco da Casauria
Tocco da Casauria es un municipio situado en el territorio de la Provincia de Pescara, en Abruzos (Italia).

## Demografía
| Gráfica de evolución demográfica de Tocco da Casauria entre 1861 y 2001 |
|                                                                         |
| Fuente ISTAT - elaboración gráfica de Wikipedia                         |